# 아카미정
아카미정(赤見町)은 도치기현의 남서부, 아소군에 속했던 정이다.

## 역사
- 1889년 4월 1일 - 정촌제 시행에 의해 아소군 아카미촌이 성립하였다.
- 1948년 4월 1일 - 정으로 승격해 아카미정이 되었다.
- 1955년 3월 31일 - 사노시에 편입해 소멸하였다.

## 참고문헌
- 『栃木県町村合併誌 第三巻下』 栃木県、1956年3月
- 宮本義己「「当流医学」源流考―導道・三喜・三帰論の再検討―」（『史潮』59号、2006年）